# Giant (album de Herman Düne)
Pour les articles homonymes, voir Giant.
Albums de Herman Düne
Not on Top
(2005) Next Year In Zion
(2008)
Giant est un album de Herman Düne, paru le 16 octobre 2006 chez Source Etc, distribué par EMI Music France. Il a été enregistré au Pays de Galles dans les studios Bryn Derwen.

## Liste des morceaux
1. I Wish That I Could See You Soon
2. Nickel Chrome
3. 123 Apple Tree
4. Bristol
5. Pure Hearts
6. No Master
7. Take Him Back To New York City
8. Baby Bigger (morceau instrumental)
9. This Summer
10. Your Name My Game
11. By the Light of the Moon
12. When the Water Gets Cold And Freezes On the Lake
13. Giant
14. I'd Rather Walk Than Run
15. Glory of Old
16. Mrs Bigger (morceau instrumental)

## Critique
L'album a reçu un excellent accueil critique à sa sortie.

## Crédits
- Textes, chant et guitare : David-Ivar Herman Dune (aussi appelé Ya Ya) & Andre Herman Dune
- Batterie et percussions: Neman Herman Dune
- Bongo et percussions: Dr Lori Schonberg
- Chœur féminin: The Woo-Woos (Lisa Li-Lundn, Angela Carlucci et Crystal Madrilejos - ces deux dernières formant le groupe The Baby Skins)
- Cuivres: The Jon Natchez Bourbon Horns avec Kelly Pratt
- Guitare basse, Ukulélé, Marimba: David-Ivar Herman Dune
- Saxophone alto: Andre Herman Dune